# San Juan de Dios
San Juan de Dios – dystrykt w kantonie Desamparados, w prowincji San José, w Kostaryce.

## Geografia
San Juan de Dios ma powierzchnię 2,98 kilometrów kwadratowych i leży na wysokości 1,190 m n.p.m..

## Demografia
Według spisu ludności z 2011 roku dystrykt San Juan de Dios liczył 19,481 mieszkańców.

## Transport

### Transport drogowy
Przez San Juan de Dios biegną następujące drogi krajowe:
- Droga krajowa nr 217